# Otakar Nájemník

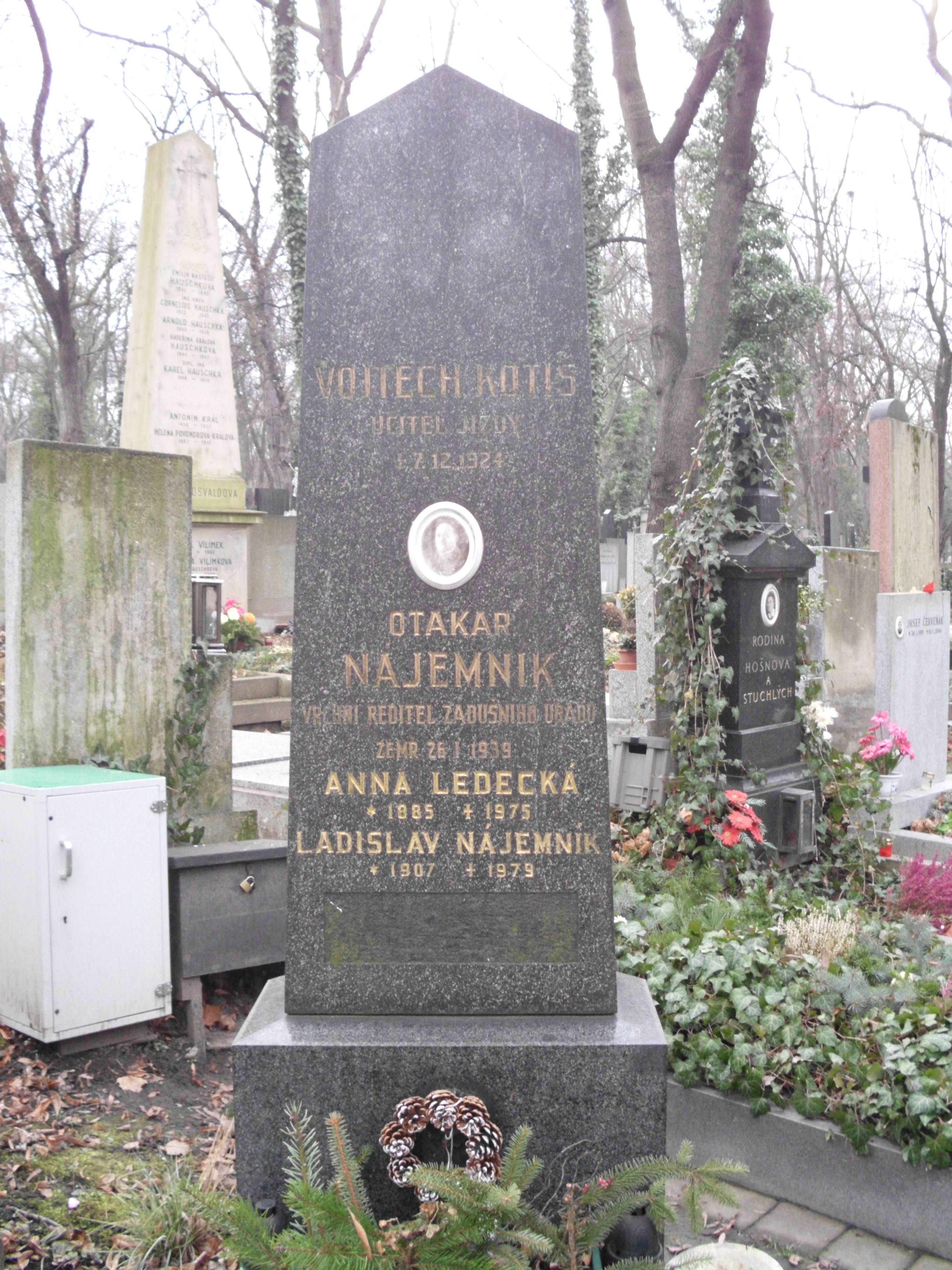
Náhrobek Otakara Nájemníka na Olšanských hřbitovech

Otakar Nájemník (3. dubna 1872 Podmokly u Děčína – 26. ledna 1939 Praha) byl československý politik a meziválečný poslanec Národního shromáždění za Ligu proti vázaným kandidátním listinám.

## Biografie
Narodil se 3. dubna 1872. Zpočátku pracoval jako písař v advokátní kanceláři, vypomáhal v redakcích a soukromě doučoval. Roku 1895 získal zaměstnání u pražské obce — zprvu jako písař ve spisovně, později úředník a v letech 1920-32 ředitel městského zádušního úřadu (resp. ústředního hřbitovního úřadu). Počátkem května 1932 odešel do důchodu.
Zapojil se do spolkového života. Byl čelným funkcionářem odborových a nájemnických organizací, stal se předsedou Spolku čsl. nájemníků. Ve 20. letech se angažoval v úsilí o řešení bytové otázky.
Po parlamentních volbách v roce 1929 se stal za Ligu proti vázaným kandidátním listinám poslancem Národního shromáždění. Kandidoval na druhém místě jako nestraník, zástupce nájemnické skupiny. Mandát získal až dodatečně, v roce 1932, jako náhradník poté, co poslanec Karel Pergler nezískal osvědčení svého mandátu.
K roku 1923 se uvádí jako vrchní účetní rada, k roku 1927 jako městský úředník, k roku 1932 pak coby vrchní účetní ředitel hlavního města Prahy.
Angažoval se též v pražské komunální politice. V letech 1923, 1927 a 1931 byl ve volbách zvolen do Ústředního zastupitelstva hlavního města Prahy, když postupně kandidoval vždy jako lídr za nejprve za Národně-hospodářskou skupinu československých nájemníků a konsumentů, pak za Nepolitickou hospodářskou skupinu poplatných a pracujících vrstev (zaměstnanců a pracovníků veřejných a soukromých - konsumentů a nájemníků) a nakonec za Nepolitickou hospodářskou skupinu nájemníků a neodvislých voličů. V květnu 1938 byl opět v čele téže kandidátní listiny pro pražské komunální volby, ale ta nezískala žádný mandát a nebyl tak zvolen.
2. dubna 1932 uzavřel civilní sňatek s vdovou Růženou Neumannovou roz. Černou, původem z Libiše u Mělníka.
Zemřel 26. ledna 1939, pohřben byl na Olšanech.